# NN-4
La carretera NN-4 es una carretera de carácter vecinal (C.V.) que conecta el municipio de El Viejo con la comunidad costera de Jiquilillo, en el departamento de Chinandega.

## Trazado
La vía se extiende desde el casco urbano de El Viejo, donde conecta con la NN-3, y recorre en dirección este hasta Jiquilillo, cerca de la costa del Océano Pacífico. El camino beneficia a diversas comunidades rurales, facilitando el acceso a zonas de producción agrícola y pesquera.

## Estado y características
Pavimentada en 2011 como parte del programa de mejoramiento vial impulsado por el MTI, la NN-4 es clave para el desarrollo local, particularmente en el acceso al litoral y el impulso del turismo costero en Jiquilillo.